# Салипартиано

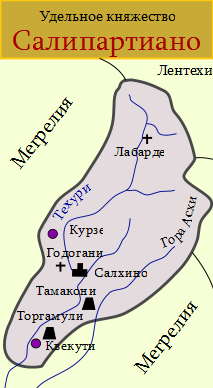

Салипартиано (груз. სალიპარტიანო) — феодальное владение в Мегрельское княжестве, в западной Грузии, с середины XVI века до установления российской гегемонии в 1804 году, когда оно стало кантоном Мегрелии. Поместье, его правитель назывался Липартиани, в основном принадлежал младшим ветвям Дадиани, правящей княжеской династии Мегрелии.
Салипартиано находился в северо-восточной части Мегрелии, или собственно Одиши, покрывая большую часть того, что сейчас является муниципалитетом Мартвили, пересекаемым рекой Техури, на границе с Имерети. И титул Липартиани, и название вотчины, по всей видимости, произошли от Липарита, имени одного из мегрельских князей - вероятно, Липарита I (правил в 1414–1470 гг.) — из династии Дадиани.
По крайней мере, со второй половины XVI века Салипартиано был зарезервирован для кадетов, то есть младших сыновей князей Мегрелии. Около 1662 года вотчина была передана в наследственное владение семье Чиковани из Лечхуми, которая впоследствии стала в лице Кация I правящей династией Мегрелии как второй Дом Дадиани в 1704 году. С тех пор Салипартиано стал княжеский доменом Мегрелии, нередко дарованные правителями Мегрелии членам своей семьи, чтобы купить их лояльность или удовлетворить свои династические амбиции. Таким образом, в 1799 году Манучар был уделен Салипартиано его братом Григолом Дадиани, князем Мегрелии, в рамках мирного договора. После смерти Григола в 1804 году Манучар лишился своего удела. Он просил российского губернатора Грузии князя Цицианова помочь вернуть утраченное имущество, но его просьба была отклонена. Салипартиано стал поместьем князя Мегрелии и передан в наместничество (моурави) дворянскому роду Дгебуадзе.

## Правители Салипартиано
- Георгий I Липартиани, предположительно сын Мамии III, отец Марии-Тамары, супруги царя Картли Георгия X
- Георгий II Липартиани, (сын Мамии IV)
  - Вамех Липартиани (? — 1658), затем Владетель Мегрелии Вамех III Дадиани (1658—1660), сын предыдущего
    - Георгий III Липартиани (1659—1662), сын предыдущего
- Кация Чиковани (1662—1682)
  - Георгий IV Липартиани (1682—1715). (Георгий IV Владетель Мегрелии), сын предыдущего
    - Бежан Дадиани с 1715 года, княжество присоединено к домену. Сын предыдущего